# Olifante (Terra Média)
Na obra de fantasia épica O Senhor dos Anéis de J. R. R. Tolkien, um olifante (conhecido em Gondor como mûmak, plural: mûmakil) é uma criatura gigantesca semelhante a um elefante. Essas criaturas são utilizadas exclusivamente como elefantes de guerra pelo exército dos Haradrim. Tolkien adaptou o termo do inglês médio para conferir um tom rústico ao discurso de Sam Gamgee. Os olifantes são mencionados pela primeira vez quando Sam explica a Gollum o que são, expressando seu desejo de ver um. Esse desejo é realizado quando ele presencia a emboscada de Faramir contra um contingente de Harad em Ithilien. Vários mûmakil participam da Batalha dos Campos do Pelennor.
Tolkien escreveu dois poemas intitulados "Oliphaunt": um é uma rima infantil e brincalhona recitada por Sam em O Senhor dos Anéis; o outro é um poema humorístico na tradição medieval dos bestiários, que satiriza o uso excessivo de alegoria na poesia do inglês médio. Pesquisadores analisaram as fontes de Tolkien para os olifantes, destacando o relato em inglês antigo da Homilia sobre os Macabeus e a menção ao uso de elefantes de guerra por Pirro contra a Roma Antiga.
Na adaptação cinematográfica de Peter Jackson, os olifantes foram modificados para se assemelhar a um Gomphotherium. Foram incluídas duas cenas de combate com os mûmakil durante a Batalha dos Campos do Pelennor, uma envolvendo o elfo Legolas e outra com Éowyn, a dama de Rohan [en], que receberam críticas mistas.

## Etimologia
Tolkien adaptou o termo olifante do inglês médio, que por sua vez derivava do francês antigo olifaunt. Ambos os termos designavam um elefante comum. No guia para tradutores [en], Tolkien explicou que a palavra foi usada como um "rusticismo", sob a suposição de que rumores sobre a criatura meridional teriam chegado à Comarca há muito tempo na forma de lenda.

## O Senhor dos Anéis

### Narrativa

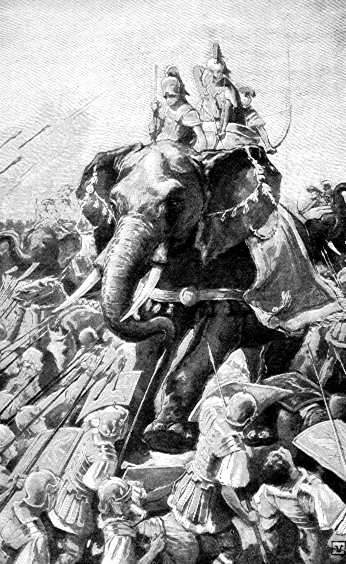
Tolkien relacionou os mûmakil dos Haradrim aos elefantes de guerra de Pirro em sua invasão à Roma Antiga. Ilustração de 1896 por Helene Guerber.

Em O Senhor dos Anéis, os olifantes são mencionados quando Samwise Gamgee explica a Gollum o que são, recitando um poema antigo da Comarca. Sam e Frodo Bolseiro avistam um olifante em Ithilien, durante a emboscada de Faramir contra um grupo de Haradrim. Tolkien sugere que os mûmakil são uma espécie maior (e agora extinta) relacionada aos elefantes.
| “ | Talvez o medo e a admiração o tenham ampliado aos olhos do hobbit, mas o Mûmak de Harad era de fato uma criatura de imensa proporção, e sua espécie não caminha mais pela Terra-média; seus parentes que ainda vivem em dias posteriores são apenas uma lembrança de sua grandeza e majestade. | ” |

Na Batalha dos Campos do Pelennor, muitos mûmakil participam do ataque de Sauron a Minas Tirith, e os cavalos dos Rohirrim ficam aterrorizados, incapazes de se aproximar.

### Obra moderna na tradição dos bestiários

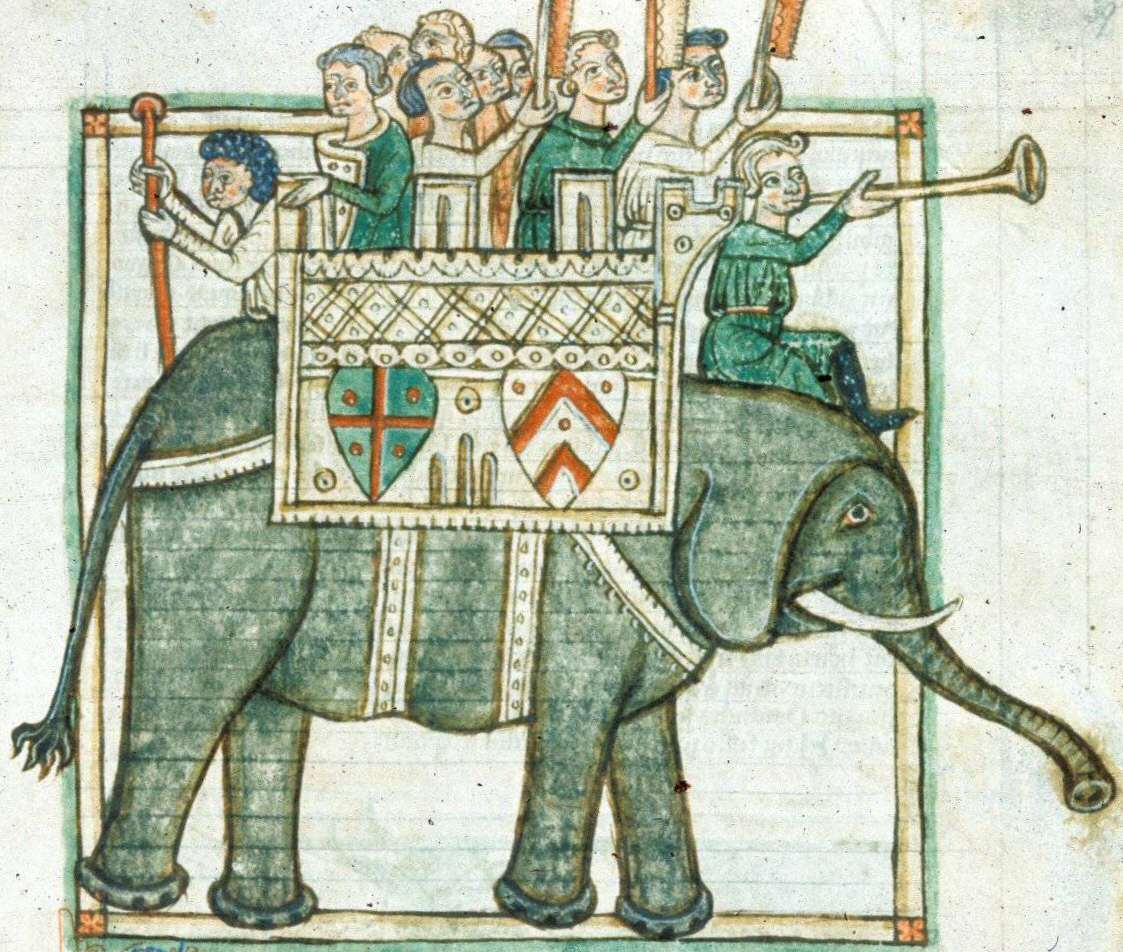
Olifante em um bestiário medieval. Harley 3244, fólio 39, após c. 1236.

## Em filmes

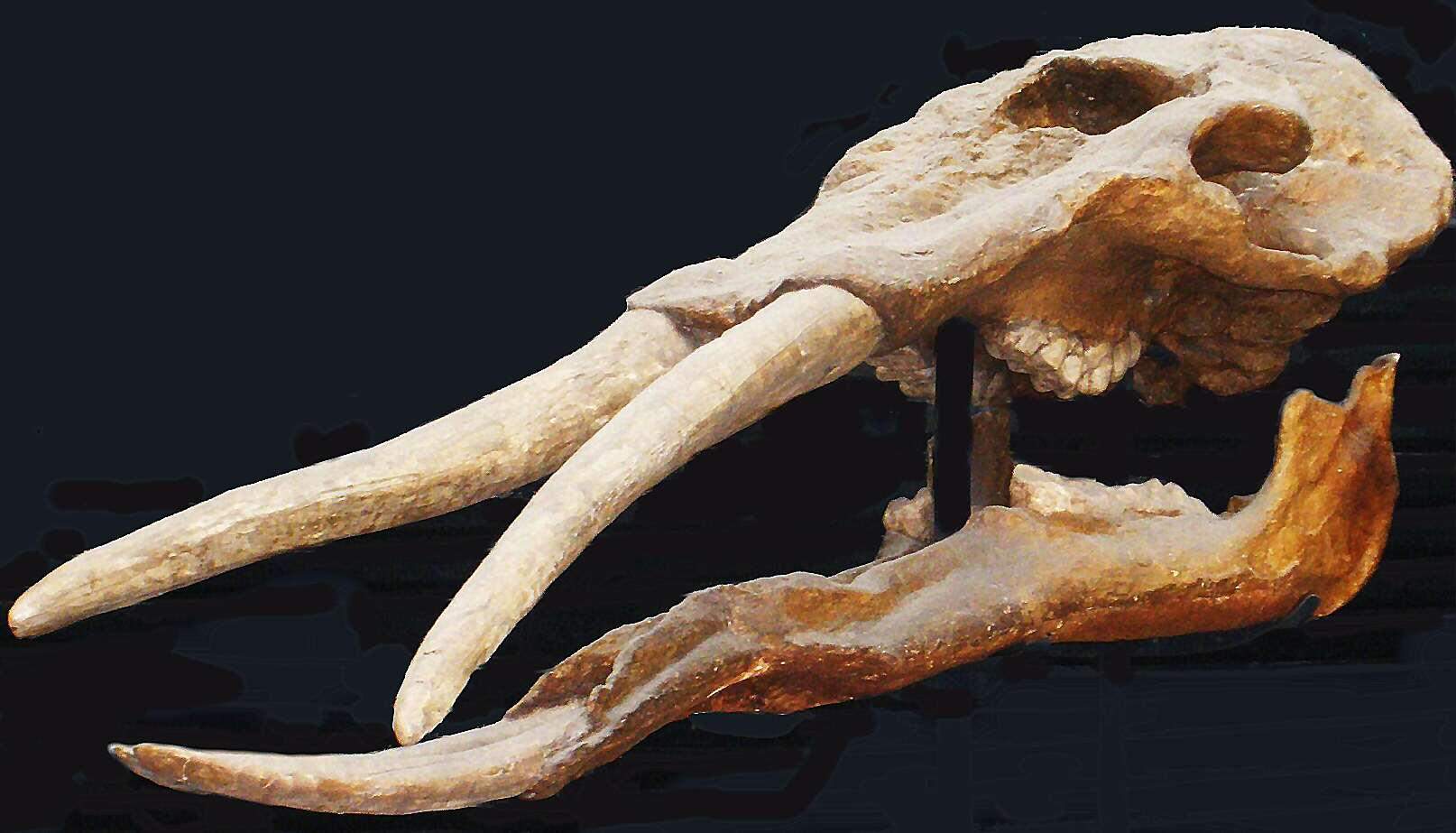
Cranio de Gomphotherium, com presas curvas e crânio alongado, ao qual os olifantes de Peter Jackson se assemelham.